# Wacław Białowarczuk
Wacław Białowarczuk (ur. 17 kwietnia 1913 w Ciechanowcu) – polski nauczyciel „Sprawiedliwy wśród Narodów Świata”.

## Życiorys
Pochodził z Ciechanowca. W latach 1934–1939 był nauczycielem w szkole podstawowej w Tykocinie, gdzie zetknął się m.in. z dziećmi żydowskimi.
W trakcie II wojny światowej przebywał w Tykocinie. Miasteczko zostało początkowo zajęte przez Armię Czerwoną i okupowane przez Związek Sowiecki. Białowarczuk był świadkiem współpracy miejscowych Żydów z okupantem. Po wkroczeniu Niemców doszło do pogromu ludności żydowskiej. Białowarczuk w tym czasie pracował jako kierownik sklepu detalicznego, współpracował też z Armią Krajową.
Wiosną 1944 r. zaopiekował się wraz z małżonką, Lucyną, dziewczynką żydowską - Marysią Kaufman. Było to o tyle kłopotliwe, że samemu nie mając dzieci, musiało to wzbudzać podejrzenia Niemców. Matka Marysi została podczas łapanki zaaresztowana i wywieziona do Ravensbrück. Dzięki wsparciu Białowarczuka, dziewczynka przeżyła wojnę, a po jej zakończeniu spotkała się z powrotem z matką, której udało się przetrwać okres uwięzienia w niemieckim obozie.
Pamiątki po Wacławie Białowarczuku są przechowywane w Muzeum w Tykocinie - Oddział Muzeum Podlaskiego w Białymstoku.  
Wspomnienia Wacława Białowarczuka wydał Instytut Pamięci Narodowej ("Biuletyn IPN" nr 1-2/2006).  
1 października 1980 r. Instytut Jad Waszem uhonorował Wacława Białowarczuka medalem „Sprawiedliwy wśród Narodów Świata”.